# Susan Brownmiller
Susan Brownmiller (ur. 15 lutego 1935 w Nowym Jorku, zm. 24 maja 2025 tamże) – amerykańska feministka, dziennikarka i autorka.
Jej najbardziej znaną książką jest opublikowana w 1975 roku Against Our Will: Men, Women, and Rape (Wbrew naszej woli: mężczyźni, kobiety i gwałt), w której Brownmiller stwierdza, że gwałcenie kobiet przez mężczyzn jest niczym mniej i niczym więcej, lecz świadomym procesem zastraszania, dzięki któremu wszyscy mężczyźni utrzymują wszystkie kobiety w stanie strachu. Książka analizuje gwałt w dwóch kontekstach: kulturowym i historycznym. Autorka uważa, że wszyscy mężczyźni (nie tylko ci, którzy gwałcą kobiety) czerpią korzyści z kultury gwałtu, gdyż pozwala ona na społeczne podporządkowanie kobiet mężczyznom.

## Książki
- Susan Brownmiller: Against Our Will: Men, Women, and Rape. Ballantine Books, 1993-05-11. ISBN 978-0449908204. (ang.). Brak numerów stron w książce (pierwsze wydanie: Simon and Schuster 1975)
- Susan Brownmiller: Femininity. Simon & Schuster, styczeń 1984. ISBN 978-0671246921. (ang.). Brak numerów stron w książce
- Susan Brownmiller: Waverly Place. Signet, 1989-12-05. ISBN 978-0451163240. (ang.). Brak numerów stron w książce
- Susan Brownmiller: Seeing Vietnam: Encounters of the Road and Heart. Harpercollins, maj 1994. ISBN 978-0060190491. (ang.). Brak numerów stron w książce
- Susan Brownmiller: In Our Time: Memoir of a Revolution. The Dial Press, 2000-11-07. ISBN 978-0385318310. (ang.). Brak numerów stron w książce